# Come On Do the Jerk
"Come On Do the Jerk" is een single van de Amerikaanse soulgroep The Miracles. In tegenstelling tot de meeste singles van de groep werd het nummer alleen op single uitgebracht en niet ook nog op een regulier studioalbum. Wel verscheen het als laatste nummer op de A-kant van Greatest Hits, Vol. 2. Na "(You Can't Let The Boy Overpower) The Man In You", "I Like It Like That" en "That's What Love Is Made Of" was "Come On Do The Jerk" de vierde single van The Miracles die in 1964 werd uitgebracht, namelijk in november van dat jaar. Net als de andere drie singles werd ook "Come On Do The Jerk" niet een daverend succes voor de groep. Alhoewel de top 25 werd bereikt op de R&B-lijst van de Verenigde Staten, werd de top 40 van de poplijst gemist door de single. De piek van "Come On Do The Jerk" op de Billboard Hot 100 was namelijk een #50 positie.
Zoals veel singles van The Miracles werd ook "Come On Do The Jerk" geschreven door leadzanger Smokey Robinson in samenwerking met andere leden van de groep. Dit keer waren het Ronnie White, Bobby Rogers en Warren Moore die Robinson hierbij hielpen. "Come On Do The Jerk" werd geschreven in de stijl van een eerdere hit van de Miracles, namelijk "Mickey's Monkey". Net als dat nummer werd de single in kwestie een dansnummer, met de achtergrondzangers reagerend op de leadzanger. Dit type zang, call-and-response genaamd, is typisch voor de muziek van Motown, de platenmaatschappij waar The Miracles een contract hadden, vooral voor de eerste jaren van haar bestaan. Het nummer deed het echter niet heel erg goed, omdat de dansmuziek als de twist toen al over haar hoogtepunt heen was.
Door haar weinige succes is "Come On Do The Jerk" bijna niet gecoverd. Wel deden The Righteous Brothers, bekend van "Unchained Melody" en "You've Lost That Lovin' Feelin'", een liveversie van het nummer op. Deze werd uitgezonden op de Amerikaanse televisie. Hierbij was het vooral Bobby Hatfield, de falsettozanger van de groep, die lead zong.
De B-kant van "Come On Do The Jerk" was het nummer "Baby Don't You Go". Net als de A-kant verscheen ook dit nummer niet op een studioalbum.

## Bezetting
- Lead: Smokey Robinson
- Achtergrond: Ronnie White, Warren "Pete" Moore, Bobby Rogers en Claudette Robinson
- Instrumentatie: The Funk Brothers
- Schrijvers: Smokey Robinson, Ronnie White, Warren Moore en Bobby Rogers
- Productie: Smokey Robinson